# Корнєєв Олексій Олександрович
Олексій Олександрович Корнєєв (рос. Алексей Александрович Корнеев, нар. 6 лютого 1939, Москва — пом. 14 грудня 2004, Москва) — радянський футболіст, що грав на позиції півзахисника. По завершенні ігрової кар'єри — футбольний тренер. Майстер спорту (1961), майстер спорту міжнародного класу (1966).
Виступав за «Спартак» (Москва) та «Шинник», а також національну збірну СРСР, у складі якої став фіналістом чемпіонату Європи 1964 року і півфіналістом чемпіонату світу 1966 року.

## Клубна кар'єра
Народився 6 лютого 1939 року в Москві. Вихованець школи московського «Спартака». У дорослому футболі дебютував 1957 року виступами за першу команду «Спартака», в якій провів одинадцять сезонів, взявши участь у 177 матчах чемпіонату. За цей час виграв чемпіонат СРСР та два національних Кубка.
Завершив професійну ігрову кар'єру у клубі «Шинник», за який виступав протягом 1968—1969 років у другому дивізіоні.

## Виступи за збірну
1964 року дебютував в офіційних матчах у складі національної збірної СРСР.
У складі збірної був учасником чемпіонату Європи 1964 року в Іспанії, де разом з командою здобув «срібло», та чемпіонату світу 1966 року в Англії.
Протягом кар'єри у національній команді, яка тривала усього 3 роки, провів у формі головної команди країни 6 матчів. Також 1964 року провів 3 матчі за олімпійську збірну СРСР.

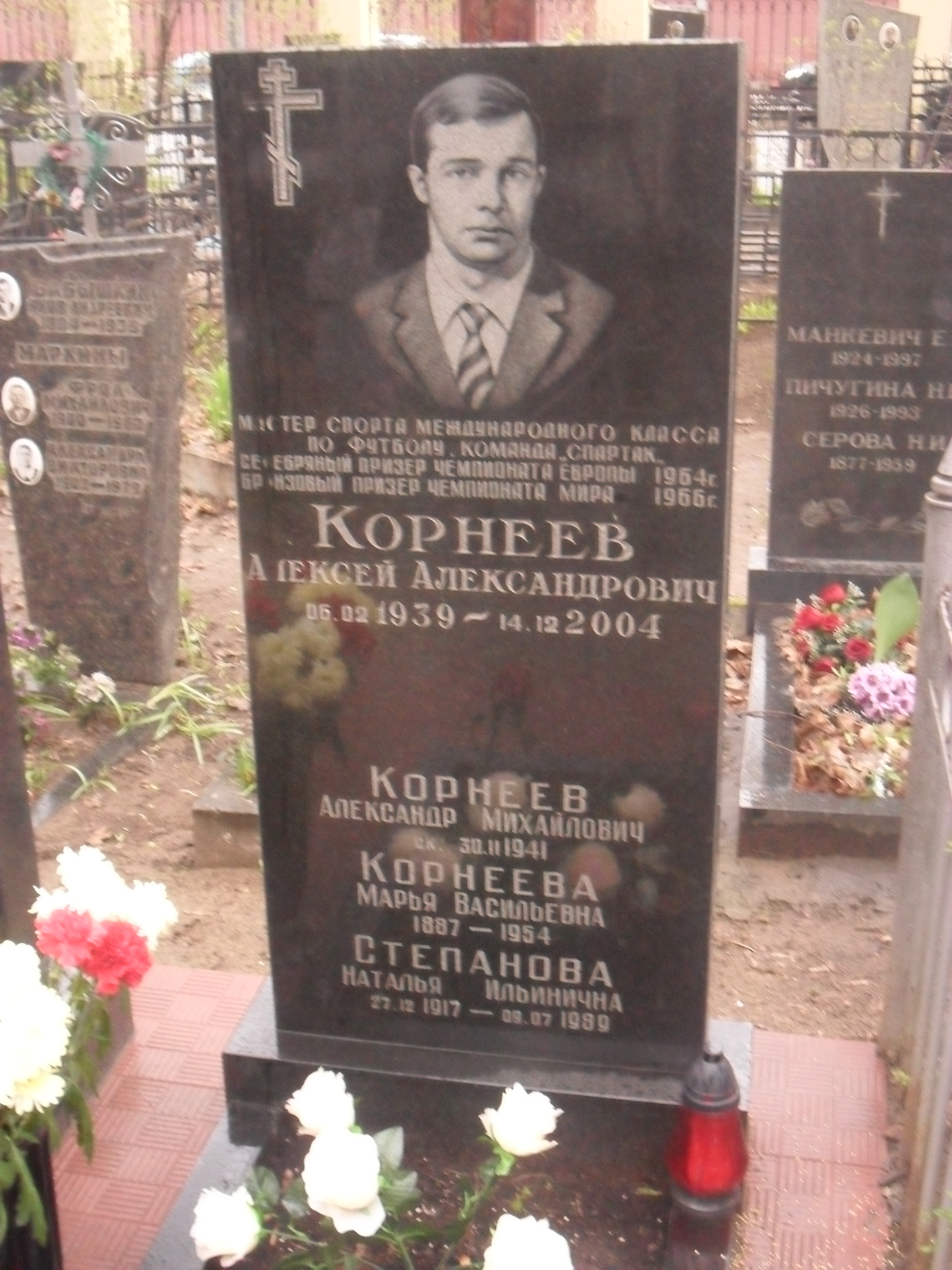
Могила Корнєєва на Ваганьковському кладовищі Москви.

## Кар'єра тренера
Розпочав тренерську кар'єру невдовзі по завершенні кар'єри гравця, 1970 року, очоливши тренерський штаб клубу «Іскра» (Москва). Згодом, у 1990—1992 роках, був начальникои команди «Асмарал» (Москва) (1990—1992).
Помер 14 грудня 2004 року на 66-му році життя у місті Москва.

## Досягнення
- Чемпіон СРСР: 1962
- Володар Кубка СРСР (2): 1963, 1965
- Срібний призер чемпіонату СРСР: 1963
- Бронзовий призер чемпіонату СРСР: 1961
- Віце-чемпіон Європи: 1964
- Бронзовий призер чемпіонату світу: 1966
- У списках 33-х кращих футболістів СРСР (2):  №2 - 1963, 1964 р.р.